# Itamonte
Itamonte è un comune del Brasile nello Stato del Minas Gerais, parte della mesoregione del Sul e Sudoeste de Minas e della microregione di São Lourenço.
Attraverso Itamonte si accede al Parco nazionale di Itatiaia.